# 長蛇齒單線魚
長蛇齒單線魚，為輻鰭魚綱鮋形目六線魚亞目六線魚科的其中一種，為亞熱帶海水魚，分布於東北太平洋阿拉斯加至墨西哥下加利福尼亞海域，棲息深度可達475公尺，體長可達152公分，為底棲性魚類，棲息在沙泥底質底層水域，成魚以魚類、甲殼類、章魚等為食，幼魚以橈腳類、甲殼類為食，生活習性不明，為高經濟價值的食用魚，肝臟富含維他命A，適合各種烹飪方式食用。